# 奥列格 (多姆山省)
奥列格（法語：Olliergues，法語發音：[ɔljɛʁɡ]）是法国多姆山省的一个市镇，位于该省东部，属于昂贝尔区。

## 地理
奥列格（45°40'29"N, 3°38'12"E）面积16.41 平方千米，位于法国奥弗涅-罗讷-阿尔卑斯大区多姆山省，该省份为法国中南部省份，北起阿列省接壤，东临卢瓦尔省，南至上盧瓦爾省和康塔爾省，西接科雷兹省和克勒兹省。
与奥列格接壤的市镇（或旧市镇、城区）包括：欧日罗勒、马拉、奥尔梅、圣热尔韦苏梅蒙、图尔叙梅蒙。

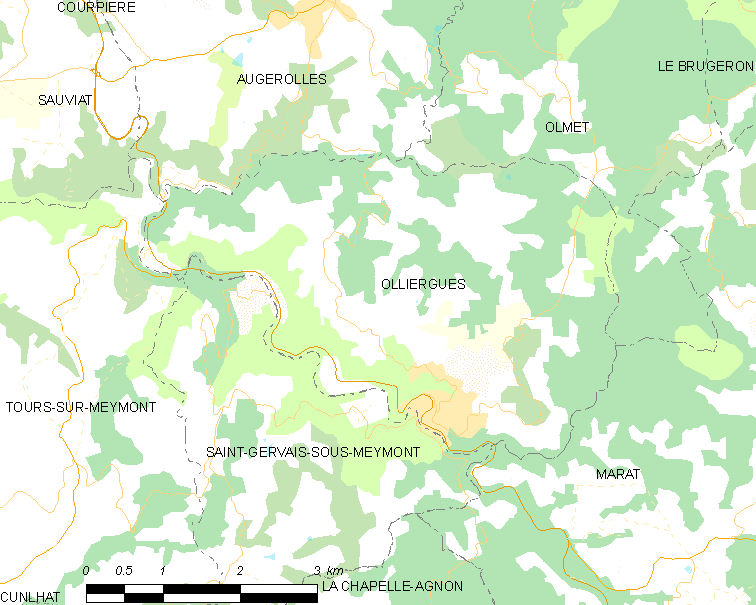
的OSM定位图

奥列格的时区为UTC+01:00、UTC+02:00（夏令时）。

## 行政
奥列格的邮政编码为63880，INSEE市镇编码为63258。

## 政治
奥列格所属的省级选区为利夫拉杜瓦山县。

## 人口

1962-2008年间人口变化图示

奥列格于2022年1月1日时的人口数量为736人。